# Erwin Günther (Mundartsprecher)

Erwin Günther bei einem Auftritt in den 1960er Jahren in Seiffen

Erwin Günther (* 22. März 1909 in Gottesgab, Böhmen; † 2. Januar 1974 in Olbernhau) war ein deutscher Mundartsprecher im Volkskunst-Ensemble „Heiteres Erzgebirge“ aus Olbernhau, das mit Joachim Süß, Otto Kretzschmar und Hans Friedel sowie den Geschwistern Caldarelli durch die DDR tourte.

## Leben
Erwin Günther wurde als Sohn des Volksdichters und -sängers Anton Günther und Marie Zettl, der Tochter des beim Keilbergturmbaus federführenden Zimmermanns, geboren. Er war das älteste von insgesamt drei Kindern. Es folgten die Schwestern Maria und Irmgard.
Nach der Grundschulzeit an der Volks- und Bürgerschule in Gottesgab ging Erwin Günther zu einem Lehrerstudium für vier Jahre nach Prag. Von 1928 bis 1942 war er Lehrer in den 1938 in das Deutsche Reich eingegliederten tschechoslowakischen Grenzgemeinden Brandau und Gabrielahütten. Während dieser Zeit heiratete er und hatte zwei Söhne. Im Zweiten Weltkrieg diente er als Soldat an der Westfront und geriet in Kriegsgefangenschaft.
Nach seiner Entlassung und Rückkehr aus der Gefangenschaft unterstützte er seine 1945 infolge der Vertreibung der Deutschen aus der Tschechoslowakei im nahen Oberwiesenthal untergekommene Mutter und Geschwister. Erwin Günther durfte nach dem Zweiten Weltkrieg in der DDR nicht in den Schuldienst zurück. Um die Familie zu ernähren, verdiente er sich mit Gesang und Gitarrenspiel in der Gaststätte „Neues Haus“ in Oberwiesenthal, das zu dieser Zeit von seinem Schwager und der Schwester Maria geleitet wurde, ein paar Mark und war von 1949 bis 1956 Vertreter für kosmetische Artikel.
1956 wurde ihm die Stelle als Mundartsprecher im Volkskunst-Ensemble „Heiteres Erzgebirge“ aus Olbernhau angeboten. Der bisherige Sprecher Karl Schreiter war gesundheitsbedingt ausgestiegen. Erwin Günther sagte zu und tourte mit Joachim Süß, Otto Kretzschmar und Hans Friedel, dem Trio „Heiteres Erzgebirge“ sowie den Geschwistern Caldarelli durch die DDR. Während einer Gastspielreise durch den Bezirk Magdeburg erlitt er am 11. Oktober 1960 einen Herzinfarkt. 1961 wurde er Invalidenrentner und trat nach einiger Zeit im kleinen Kreis in der „Heimatgruppe Seiffen“ und mit der Familie Uhlig aus Eppendorf auf. 1972 kam es mit dem Gesangsterzett Neuhausen/Erzgeb. und Zitherspieler Dietmar Kempe um ihn zur Gründung einer neuen musikalischen Gruppe.
Der seit 1956 in Olbernhau lebende Erwin Günther war auch im Kulturbund der DDR, der Alternative zum in der DDR verbotenen Erzgebirgsverein tätig und war Gründungsmitglied der Arbeitsgemeinschaft „Natur und Heimat“. 1974 verstarb Erwin Günther in Olbernhau.

## Tonträger
Von Erwin Günther sind einige undatierte Tonprotokolle erhalten, die vermutlich 1970 aufgenommen, Erinnerungen an seinen Vater Anton Günther und Gedichte beleuchten. Sie sind auf der 1995 erschienenen CD Anton Günther – Sänger des Erzgebirges – Originalaufnahmen 1921-1931, B.T. Music, Berlin; 2501-2 enthalten.
- „Der alte Seff hot Bier gefohrn…“ (Do drück ich immer de Aagn zu) 0:26
- Zur Entstehung des Liedes: Deitsch on frei wolln mer sei… 0:28
- „Wie ich e klaaner Gong noch war...“ 0:16
- „Of’n Barg bi ich gegange…“ 0:31
- Allerhand ve der Guttsgoh… 0:17